# David J. Peterson

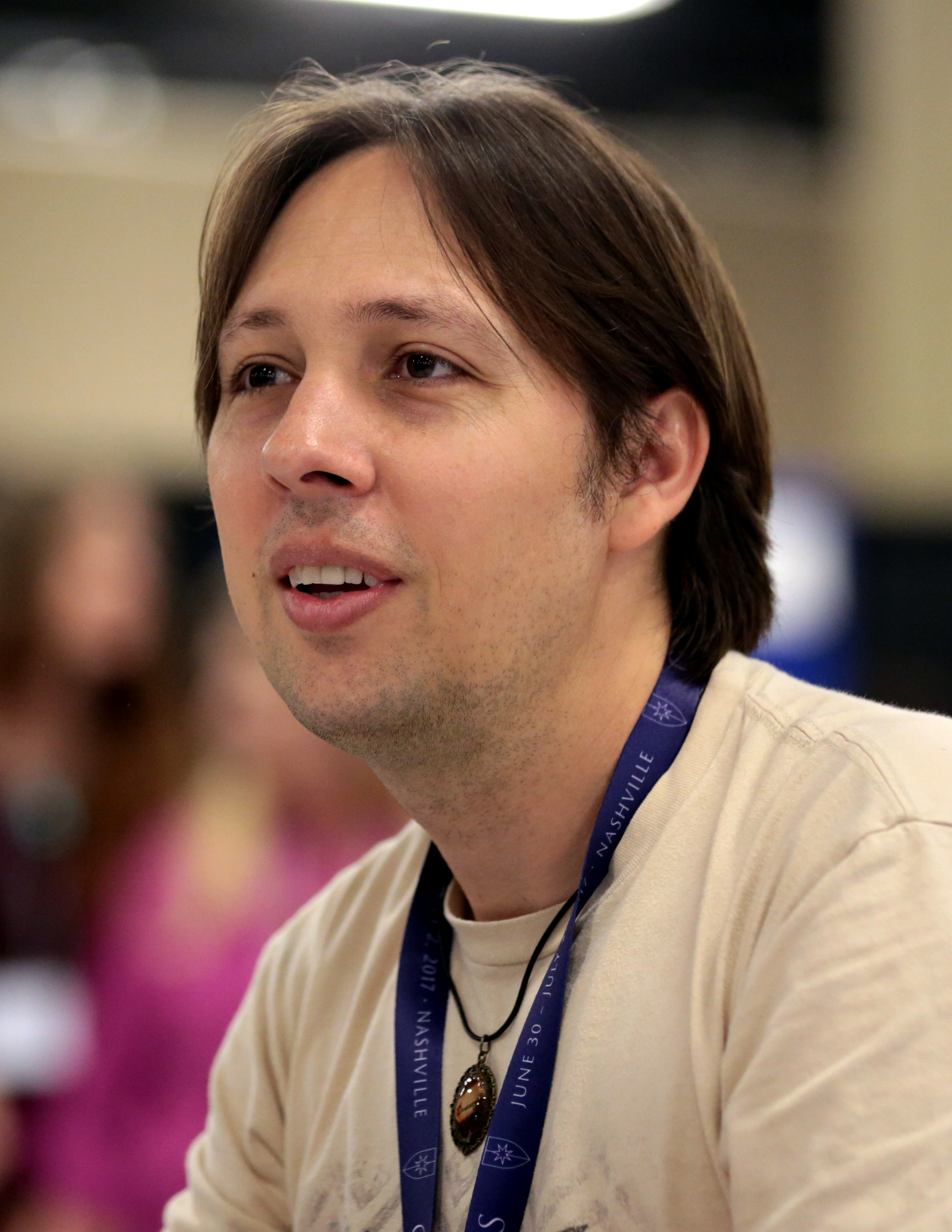
David J. Peterson

David Joshua Peterson (geboren am 20. Januar 1981) ist ein amerikanischer Schriftsteller, Linguist und Sprachenschöpfer.

## Leben
David J. Peterson studierte an der University of California in Berkeley von 1999 bis 2003. Er erhielt einen B.A.-Abschluss in Englisch und Linguistik. Seinen M.A. im Fach Linguistik erhielt er von der University of California in San Diego (2003–06). Nach eigenen Aussagen aus einem Interview, das er dem Conlangs Monthly gab, hatte er seine ersten Kontakte mit konstruierten Sprachen bereits in Berkeley, nachdem er dort 2000 einen Esperantokurs besucht hatte. 2009 suchte das Fernsehnetzwerk HBO eine fiktive Sprache für eine neue Fernsehserie Game of Thrones und wandte sich an die Language Creation Society. Diese führte einen Wettbewerb durch, den Peterson gewann.
Peterson ist am besten bekannt für seine Dothraki- und Valyrischen Sprachen für die HBO-Serie Game of Thrones  und die Castithan-, Irathient- und Omec-Sprachen für die Syfy-Serie Defiance. Seit dem Jahr 2000 entwickelte er bereits konstruierte Sprachen. Er erschuf ebenfalls die Sprache, die von den Schwarzelfen im Film Thor – The Dark Kingdom benutzt wird. 
Ab 2019 arbeitete Peterson an der Konstruktion von Sprachen für den Film Dune von Denis Villeneuve.
Peterson war von 2011 bis 2014 Präsident der Language Creation Society. Peterson ist verheiratet.

## Filme und Sprachen
| Jahr      | Filmtitel               | Sprachen                                    |
| --------- | ----------------------- | ------------------------------------------- |
| 2011–2016 | Game of Thrones         | Dothrakisch, Valyrisch                      |
| 2013–2015 | Defiance                | Kastithanu, L'Irathi, Indojisnen, Kinuk'aaz |
| 2013      | Thor: The Dark World    | Shiväisith                                  |
| 2014      | Star-Crossed            | Sondiv                                      |
| 2014–2015 | Dominion                | Lishepus                                    |
| 2014–2016 | The 100                 | Trigedasleng                                |
| 2015      | Penny Dreadful          | Verbis Diablo                               |
| 2016      | The Shannara Chronicles | Noalath                                     |
| 2016      | Emerald City            | Inha, Munja'kin                             |
| 2019      | Dune                    |                                             |
| 2020      | Shadow and Bone         | mehrere                                     |
| 2023      | Elemental               | Sprache des Elements Feuer                  |

## Schriften
- The Zaanics Deceit (co-author), Nina Post, LLC 2014, ISBN 978-1-4954-6134-7
- Living Language Dothraki, Living Language 2014, ISBN 978-0-8041-6086-5
- The Art of Language Invention, Penguin Books 2015, ISBN 978-0-14-312646-1